# Ptychamalia
Ptychamalia is een geslacht van vlinders van de familie spanners (Geometridae), uit de onderfamilie Sterrhinae.

## Soorten
- P. ariana Ebert, 1965
- P. botydata Walker, 1861
- P. brunneata Warren, 1905
- P. costifera Dyar, 1914
- P. cumana Schaus, 1901
- P. dognini Prout, 1922
- P. exempta (Prout, 1926)
- P. gerana Dognin, 1890
- P. grisescens Warren, 1905
- P. immunda Dognin, 1908
- P. inamoena Dognin, 1902
- P. insolata Felder, 1875
- P. ligys (Prout, 1926)
- P. magitaria Jones, 1921
- P. melanoma Prout, 1932
- P. narogena Schaus, 1901
- P. nigromarginata Dognin, 1890
- P. nubila Dognin, 1900
- P. parallela Prout, 1910
- P. perbrunneata Prout, 1920
- P. perlata Warren, 1900
- P. platensis Prout, 1910
- P. ptychopoda Prout, 1910
- P. pulverea Butler, 1881
- P. reducta Dognin, 1908
- P. sara Prout, 1932
- P. sericea Dognin, 1910
- P. simplex Warren, 1901
- P. subcuprea Warren, 1907
- P. tactiturna Dognin, 1900